# برنامج تعزيز الشخصية السعودية
برنامج تعزيز الشخصية السعودية 2020 هو أحد البرامج التي أطلقها مجلس الشؤون الاقتصادية والتنمية وهو ضمن عشرة برامج تم طرحها كرؤية يشرف المجلس على مراقبتها وتنفيذها بحلول عام 2020م، وذلك لتحقيق رؤية المملكة العربية السعودية 2030، ويعنى البرنامج بتعزيز الهوية الوطنية للأفراد، مستندة على قيم إسلامية ووطنية كما يعزز البرنامج الخصائص الشخصية والنفسية التي تساعد على تحفيز الأفراد وتقودهم نحو النجاح والتفاؤل.
وتسعى المملكة العربية السعودية عبر هذا البرنامج لخلق جيل يتماشى مع توجهاتها السياسية والاقتصادية، وعلى قدر من الوعي للوقاية من كافة المهددات الأمنية والاجتماعية بالإضافة إلى الثقافية والإعلامية وكذلك الدينية. كما يتطلع برنامج تعزيز الشخصية السعودية إلى تصحيح الصورة الذهنية للمملكة العربية السعودية خارجياً.

## أهداف البرنامج
وضع مجلس الشؤون الاقتصادية والتنمية 25 هدفاً لبرنامج تعزيز الشخصية السعودية منها مباشرة وغير مباشرة.

### الأهداف المباشرة
- ترسيخ قيم التسامح والوسطية والعدل بالإضافة للشفافية والمثابرة.
- تعزيز الانتماء للوطن.
- التحصن من المخدرات.
- التحلي بالمرونة والمواظبة في العمل.
- الحصول على العمل بنسب متكافئة.
- تمكين الشباب من الدخول لسوق العمل.
- الاهتمام بجانب التدريب المهني ومواكبة احتياجات سوق العمل.
- القدرة على التخطيط المالي.
- الاهتمام باللغة العربية.
- رفع كفاءة المؤسسات التعليمية.
- الارتقاء بمخرجات التعليم.
- العناية بالمتميزين في المجالات ذات الأولوية.
- خلق التوازن بين ما يخرجه التعليم وما يحتاجه سوق العمل.
- تطوير التعليم ليصبح منظومة متكاملة.
- الارتقاء بترتيب المؤسسات التعليمية السعودية.

### الأهداف غير المباشرة
- تعزيز روح المشاركة والتعاون داخل الأسرة وذلك للارتقاء بمستقبل الأبناء.
- رفع المستوى المعيشي للوافدين.
- خلق بيئة عمل مناسبة للوافدين.
- العمل على استقطاب المواهب العالمية.
- الإبقاء على التراث الإسلامي والعربي والوطني للمملكة.
- الاهتمام بزيادة المحتوى المحلي للقطاعات غير النفطية.
- صناعات عسكرية وطنية.
- العمل على توطين الصناعات الرائدة.
- زيادة المحتوى المحلي في قطاع النفط والغاز.

## مؤشرات يجب مراعاتها
- ميزان المدفوعات.
- معدل الاستهلاك.
- معدل التضخم.

## مؤشرات تحقيق الأهداف
- توفير الوظائف في القطاع الخاص.
- الإيرادات غير النفطية.
- المشاركة في المحتوى المحلي.
- الاستثمار غير الحكومي.[3]